# اينار هوب
اينار هوب (بالنرويجية البوكمول: Einar Hope)‏ هو اقتصادي وبروفيسور نرويجي، ولد في 13 يوليو 1937.